# Coulomb (cratère)
Coulomb est un cratère d'impact lunaire situé au nord-ouest de la face cachée de la Lune. Le bord de ce cratère est légèrement érodé, mais il a conservé un bord bien défini et affiche un sol en terrasses sur les larges murs intérieurs. L'extérieur du cratère conserve aussi un rempart, s'étendant sur environ un tiers du diamètre du cratère. Le  cratère satellite "Coulomb V" se trouve juste au-delà du contour ouest-nord-ouest, tandis que sur le côté opposé se trouve "Coulomb J", à une courte distance du bord extérieur. Les parois intérieures du cratère gardent quelques petits impacts sur les côtés, avec une proximité à chacun des cratères satellites mentionnés ci-dessus. 
Dans les murs inclinés intérieurs, le plancher du cratère est remarquablement sans relief, du moins en comparaison avec le terrain plus accidenté qui entoure le cratère. Seuls quelques petits craterlets marquent cette plaine intérieure.
En 1970, l'union astronomique internationale adonné le nom du physicien et ingénieur français Charles-Augustin Coulomb à ce cratère lunaire.

## Cratères satellites
Les cratères dit satellites sont de petits cratères situés à proximité du cratère principal, ils sont nommés du même nom mais accompagnés d'une lettre majuscule complémentaire (même si la formation de ces cratères est indépendante de la formation du cratère principal). Par convention ces caractéristiques sont indiquées sur les cartes lunaires en plaçant la lettre sur le point le plus proche du cratère principal. Liste des cratères satellites de Coulomb : 
| Coulomb | Latitude | Longitude | Diamètre |
| ------- | -------- | --------- | -------- |
| C       | 57.4° N  | 110.8° W  | 34 km    |
| J       | 53.1° N  | 111.6° W  | 35 km    |
| N       | 50.6° N  | 115.8° W  | 32 km    |
| P       | 50.5° N  | 117.4° W  | 38 km    |
| V       | 55.6° N  | 118.1° W  | 36 km    |
| W       | 56.5° N  | 120.4° W  | 34 km    |